# Pueblo silti
El pueblo Silti es un grupo étnico del sur de Etiopía. Habitan en la Zona Silti, que forma parte de la región de Naciones y Pueblos del Sur.  Los silti tienen su origen a la ciudad de Harar. Su población es de 1 535 000 habitantes, de los cuales un número considerable vive en Adís Abeba, Adama y otras ciudades y centros urbanos más pequeños del sur de Etiopía, donde se destacan como comerciantes o tenderos de pequeñas tiendas. En el campo, los Silti practican la agricultura mixta y cultivan el ensete. Hablan la lengua silti.

## Nombre
El término Silti es el etnónimo moderno de los hablantes de la lengua silti. Fue elegido en memoria de un antepasado y como una reminiscencia del antiguo sultanato islámico de Hadiyya o Hadiya con el que la gente de Silte afirma tener una relación histórica.

## Subgrupos
Los Silti actuales comprenden los siguientes subgrupos históricos principales: Azernet, Berbere, Alichcho, Wuriro, Melga (o Ulbareg) y Siltʼi (o Summusiltʼi). El nombre Siltʼi (para el subgrupo) se deriva del supuesto antepasado Gen Siltʼi.

## Identidad
Hasta la segunda mitad del siglo XX, los Silti se consideraban parte del Gurage (pero el Sebat Bet Gurage los llamaba Adiyya o Hadiyya). La gente de Silti también es llamada Adere por el vecino Arsi-Oromo, lo que podría indicar la relación con los Aari . Los dos grupos étnicos (Silti y Harari) comparten un lenguaje algo similar y la misma religión.
Después de la caída del régimen de Derg en 1991, se formó un movimiento político para establecer una identidad étnica independiente para los Silti, como ahora se llaman a sí mismos. Diez años más tarde, los Silti lograron obtener una independencia administrativa de la Zona Gurage en la creación de la Zona Silti.

## Religión
La gran mayoría de la población de Siltʼe es musulmana, lo que representa el 96 % de la población, seguida por el cristianismo ortodoxo etíope con un 2%.

#### Libros
- Cortés López, José Luis (2009). Diccionario histórico-etnográfico de los pueblos de África. Madrid, España: Mundo Negro. ISBN 9788472952102. OCLC 917792476.
- Tamsir Niane, et al, Djibril (1985).  Unesco, ed. Historia general de África. [Vol.] IV, África entre los siglos XII y XVI. Madrid, España: Tecnos. ISBN 9233017109. OCLC 644355466.